# Inese Vaidere
Inese Vaidere (Jelgava, 3 de septiembre de 1952) es una economista y política letona, militante del partido Unidad y eurodiputada al Parlamento Europeo desde 2004.
Fue ministra de Estado de Medio ambiente en el gabinete Krištopans (1998-1999), vicealcaldesa de Riga (2001-2002) y diputada del Saeima (2002-2004). El año 2004 fue elegida como miembro del Parlamento Europeo por el partido Por la Patria y la Libertad/LNNK, adscrito al grupo parlamentario Unión por la Europa de las Naciones. El año 2009 fue reelegida pero, en esta ocasión, con el partido Unión Cívica, adscrito al grupo del Partido Popular Europeo. En el 2014 fue sexta en la lista Unidad y fue preferida por los votantes en quinto lugar. Unidad obtuvo cuatro escaños en el Parlamento Europeo y no fue eurodiputada. Sin embargo, el 1 de noviembre de 2014 el primer candidato elegido en la lista, Valdis Dombrovskis, aconteció Comisario Europeo de Asuntos Económicos y Monetarios y dejó de ser diputado en el Parlamento Europeo. Vaidere, como siguiente en la lista de Unidad, lo reemplazó.
Fue firmante de la Declaración de Praga sobre la conciencia europea y el comunismo.
El 2015, los medios de comunicación informaron que Vaidere fue incluida en una lista negra de Rusia de las personas prominentes de la Unión Europea que no se los permite entrar al país.